# Paraíso travel
Pour plus de détails, voir Fiche technique et Distribution.
Paraíso travel est un film colombien réalisé par Simón Brand et sorti en salle pour la première fois en 2008, en Colombie.

## Synopsis
Le film est une adaptation cinématographique du roman homonyme de l'écrivain colombien Jorge Franco Ramos, publié en 2002. Deux amoureux, Marlon et Reina, décident de quitter la Colombie pour les États-Unis. Mais leur voyage en tant que clandestins leur réserve de mauvaises surprises.